# Île Jonas
L'Île Jonas ou Île Saint-Jonas (en russe : Остров Ионы) est une petite île russe de la mer d'Okhotsk, au nord de Sakhaline.
C'est la seule île d'Okhotsk située en haute mer.
Elle mesure 1,5 kilomètre sur 800 mètres et dépend administrativement du Kraï de Khabarovsk.